# 대유범
대유범(大儒範, ?~?)은 발해의 왕족이다.

## 생애
발해의 왕족인 그는 발해가 멸망한 지 2년 후인 928년에 발해의 백성들을 이끌고 고려로 망명했다.